# Farges-lès-Mâcon
Farges-lès-Mâcon – miejscowość i gmina we Francji, w regionie Burgundia-Franche-Comté, w departamencie Saona i Loara.
Według danych na rok 1990 gminę zamieszkiwało 170 osób, a gęstość zaludnienia wynosiła 30 osób/km² (wśród 2044 gmin Burgundii Farges-lès-Mâcon plasuje się na 741. miejscu pod względem liczby ludności, natomiast pod względem powierzchni na miejscu 1197.).